# Maiacetus
Maiacetus ("kit majka") je rod izumrlih kitova iz ranog srednjeg eocena (prije oko 47,5 milijuna godina), čiji su fosilni ostaci pronađeni u Pakistanu.

## Paleobiologija
Taj rod sadrži samo jednu vrstu, Maiacetus inuus, koja je prvi put opisana 2009. godine na temelju dva primjerka, uključujući i jedan za koji se smatra da je u pitanju gravidna ženka i njen fetus. To je prvi opisani kostur fetusa bilo kojeg izumrlog kita. Pozicija fetusa (glavom prema naprijed) ukazuje na to da su ti kitovi rađali potomstvo na kopnu. Kitovi obično rađaju mlade repom prema naprijed, dok se svi kopneni sisavci rađaju glavom prema naprijed. Činjenica da je Maiacetus rađao mlade na kopnu nije toliko nevjerojatna, jer je taj kit živio i na kopnu i u vodi. Maiacetus predstavlja prelazak kopnenih sisavaca nazad u oceane, gdje su te životinje živjele na granici kopna i mora, te prelazile iz jedne sredine u drugu i nazad.
Međutim, J. G. M. Thewissen, koji je otkrio ostatke roda Ambulocetus, posumnjao je u te zaključke, predloživši da bi manji kostur mogao biti poluprobavljeni obrok. Čak i u slučaju da mali skelet pripada fetusu, Thewissen piše da možda nije očuvan u izvornoj in-vivo poziciji.
Ta je vrsta srednje veličine, s kosturom duljine 2,6 m i procijenjenom težinom od 280 do 390 kg.

## Galerija
- Odljev skeleta Maiacetusa, muzej Smithsonian
- Kosturi vrsta Dorudon atrox i Maiacetus inuus u plivajućim pozama